# Ilocos
Ilocos (Regione I; in pangasinan: Sagor na Baybay na Luzon; ilocano: Kailokuan; in tagalog: Kailokuhan) o Luzon Nordoccidentale è una regione amministrativa delle Filippine. È composta da quattro province: Ilocos Norte, Ilocos Sur, La Union e Pangasinan.

## Geografia fisica

### Suddivisioni amministrative
La regione si suddivide in 4 province. Vi sono poi  altre 9  città componenti e 116 municipalità.

#### Province
- Ilocos Norte
- Ilocos Sur
- La Union
- Pangasinan

#### Città
Città componenti:
- Alaminos (Pangasinan)
- Candon (Ilocos Sur)
- Dagupan (Pangasinan)
- Laoag (Ilocos Norte)
- Urdaneta (Pangasinan)
- San Carlos (Pangasinan)
- San Fernando (La Union)
- Vigan (Ilocos Sur)